# Милоевич, Милое (композитор)

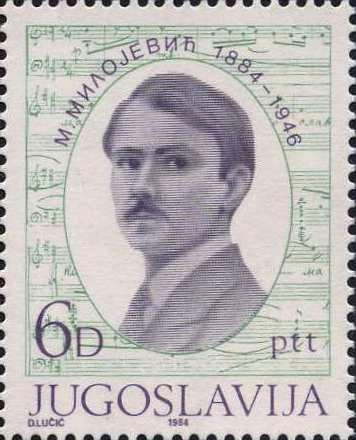
Милое Милоевич на почтовой марке Югославии. 1984 г.

Милое Милоевич (настоящая фамилия — Джорджевич) (серб. Милоје Милојевић; 27 октября 1884, Белград — 16 июня 1946, Белград) — югославский и сербский композитор, музыковед, хоровой дирижёр, музыкальный педагог, музыкальный критик, фольклорист и общественный деятель. Профессор (с 1941) Музыкальной академии в Белграде. Основоположник сербской камерно-инструментальной музыки. Один из создателей современной сербской композиторской школы.

## Биография
Сын торговца. По обычаю того время, принял фамилию, основанную на имени своего отца. С пяти лет брал частные уроки игры на скрипке. В 1904 г. окончил Сербскую православную гимназию.
С 1904 до 1906 года — студент философского факультета Белградского университета, одновременно до 1907 г. обучался в белградской музыкальной школе под руководством Стевана Мокраняца (класс теории музыки и композиции) и музыковедению — у Зденека Неедлы и Отакара Зиха в Праге.
В 1907—1910 годах продолжил учёбу на факультете философии Мюнхенского университета, где изучал музыковедение под руководством А. Зандбергера и Теодора Кройера, а также литературу и философию. Одновременно посещал лекции по композиции Фридриха Клозе в Мюнхенской Королевской академии музыки. В июне 1910 года окончил Мюнхенскую музыкальную академию.
С 1911 года начал преподавать в Сербской музыкальной школе. В 1912 году основал Церковное музыкальное училище.
Участник Первой Балканской и Первой мировой войн. С 1917 года работал в министерстве образования Королевства Сербии, был отправлен в Париж для участия в деятельности Комитета по делам культуры. Оставался во Франции с 1917 года до середины 1919 года. В течение всей войны продолжал заниматься сочинением музыки, выступал на концертах сербской музыки в Ницце, Монте-Карло, Лионе и Париже в качестве аккомпаниатора, читал публичные лекции о современной сербской музыке в Париже.
В 1919 году Милоевич вернулся в Белград и развил бурную музыкальную деятельность в качестве композитора, музыковеда, музыкального критика, фольклориста, музыкального педагога, дирижёра и музыкального организатора. Вернулся на прежние преподавательские должности в музыкальную школу. Одновременно, с 1920 по начала 1922 года, занимал должность дирижёра с Академического хора «Обилич». Осенью 1922 года был назначен доцентом истории музыки на философском факультете Белградского университета.
В 1925—1939 годах — преподаватель Белградского университета и одновременно Музыкальной академии в Белграде, с 1941 года — профессор.
Создатель и руководитель вокально-инструментального ансамбля педагогов Сербской музыкальной школы (камерный) в 1911 году и университета (Collegium Musicum) в 1925 году.
Редактировал журнал «Muzika» (с 1928).

## Творчество
В своём творчестве опирался на национальный музыкальный фольклор.
Среди музыкальных сочинений Милое Милоевича
- опера-балет «Метла слуги» (1923);
- для оркестра — симфоническая поэма «Смерть матери Юговича» (1921), «Данило и Симонида» (1913), лирическая симфония для голоса с оркестром «Бал на лугу» (1939), увертюра «Данила и Симанида» (1913);
- фортепианные пьесы, у т.ч. сборник «Мелодии и ритмы Балкан» (1942);
- для струнного оркестра — «Интимное» (1937);
- 2 струнных квартета, сюита для струнного квартета;
- сонаты,
- хоры, романсы на слова сербских, французских, немецких, японских поэтов и на народные тексты, вокальные произведения и другое.

Милое Милоевич — автор музыкально-теоретических работ, книг о творчестве Б. Сметаны (1924, 1926), Р. Вагнера (1935), Р. Штрауса (1934), Г. Малера, французском музыкальном импрессионизме (1939), сербском музыкальном фольклоре и сербских композиторах, в том числе о С. Мокраняце (1938), а также ряда статей.

## Память
- Музыкальная школа в Крагуеваце носит его имя.